# Safané
Safané ist sowohl eine Gemeinde (französisch commune rurale) als auch ein dasselbe Gebiet umfassendes Departement im westafrikanischen Staat Burkina Faso, in der Region Boucle du Mouhoun und der Provinz Mouhoun. Die Gemeinde hat in 40 Dörfern 49.483 Einwohner.